# Arènes Maurice-Lauche
Les arènes Maurice-Lauche , inaugurées en 1972, sont les arènes de la commune de Aire-sur-l'Adour située dans le département des Landes. Elles peuvent contenir 4 500 personnes. Elles sont dédiées autant à la course espagnole qu'à la course landaise.

## Description
Construites dans l'axe des allées de l'Adour par l'architecte gascon de Vergoignan Robert Dubédat, ce sont des arènes ovales de type espagnol en béton, avec gradins en amphithéâtre. Les arènes sont la propriété de la ville, qui a délégué leur gestion pour trois années à l'empresa Jean Biondi (société Bilucha), successeur de famille Callet.

## Tauromachie
La feria principale a lieu à la mi-juin. La journée la plus importante en 2013 est le 16 juin avec la participation du torero français Marc Serrano et des toreros espagnols Javier Castaño et Manuel Escribano. Elle propose des courses espagnoles, des novilladas  et  des courses landaises. 
Le Championnat de France des écarteurs et sauteurs a lieu dans ces arènes depuis 2000.
Le 17 juin 2017 Iván Fandiño est blessé dans l'arène par un taureau de l'élevage Baltasar Ibán, dont l'une des cornes l'a touché à un poumon, rein et foie avec déchirement de la veine cave, alors qu'il se trouvait à terre, après avoir trébuché en s'étant pris les pieds dans sa cape. Il est mort le soir même à son arrivée à l'hôpital de Mont-de-Marsan après avoir subi deux arrêts cardiaque dans l'ambulance qui l'emmenait.